# 賽拉姆區
52°02′N 76°55′E / 52.033°N 76.917°E

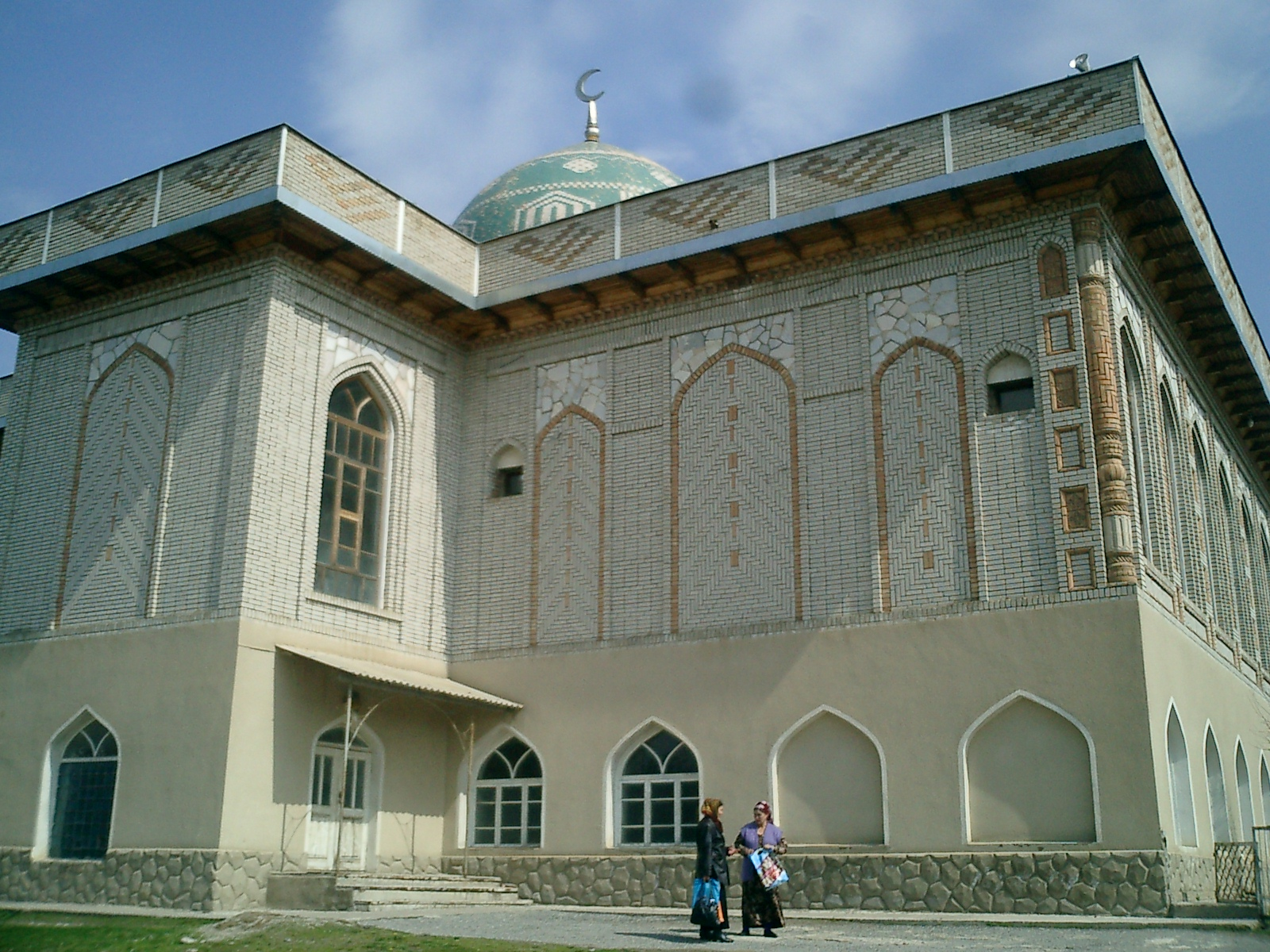

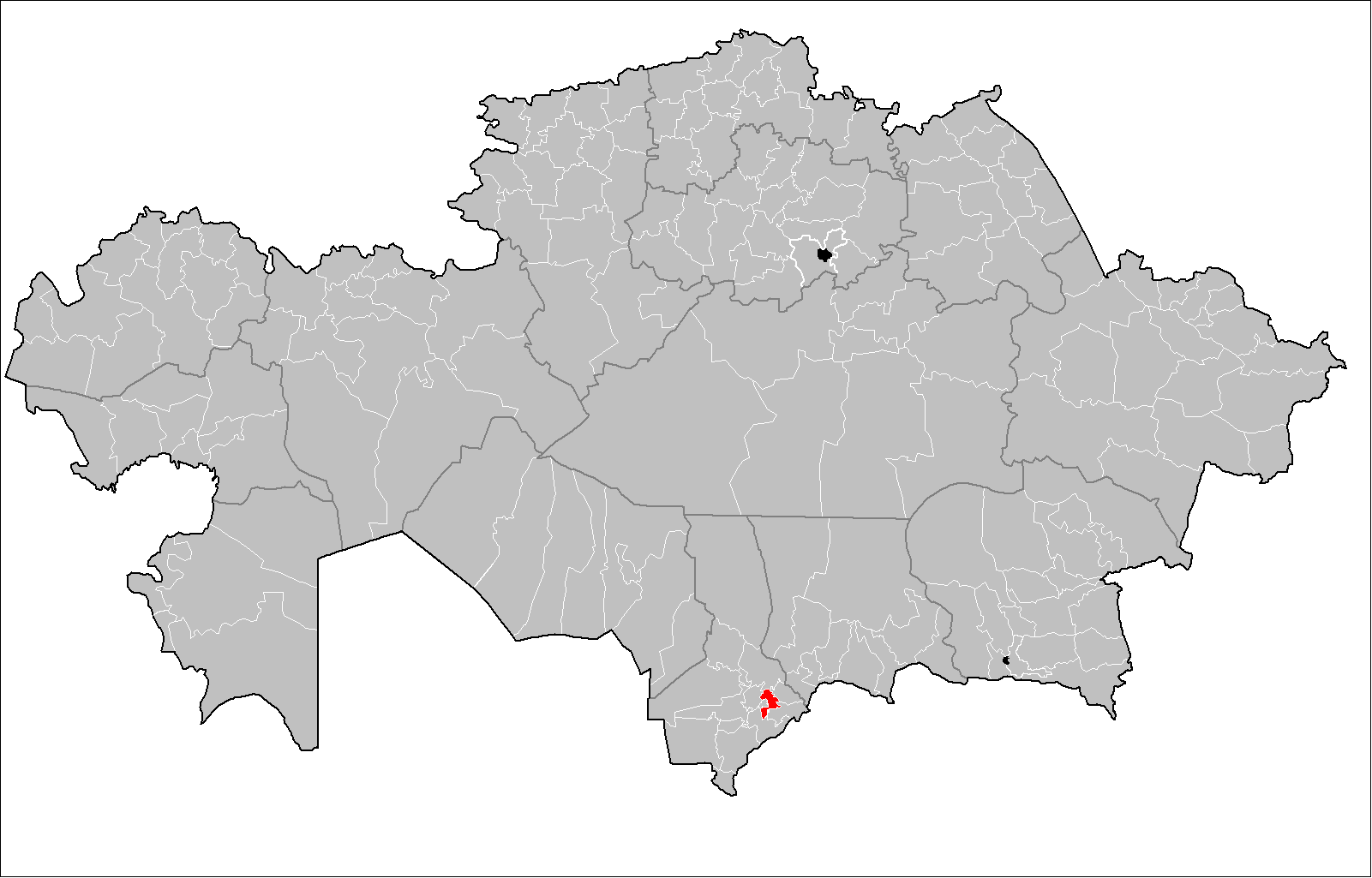

賽拉姆區（維吾爾語： سايرام ‎，羅馬化：Sayram），是哈薩克斯坦的行政區，位於該國南部，由突厥斯坦州負責管轄，首府設於阿克蘇肯特，始建於1928年，面積1,700平方公里，2019年人口207,948。